# 小松もか
小松 もか（こまつ もか、1998年〈平成10年〉10月30日 - ）は、日本の女優、元アイドル。女性アイドルグループ「ハコイリ♡ムスメ」の元メンバー。茨城県出身。元ボックスコーポレーション所属。

## 略歴
- 2012年、ドラマデザイン社主催のAI（Actress Incubation-女優養成プロジェクト-）に1期生として参加、記念すべき第1作品「さよなら海」に主演。その後もショートムービー数作品に出演[注 1]。
- 2013年、AI（Actress Incubation-女優養成プロジェクト-）第2シーズンに参加。
- 2014年6月、同事務所所属の門前亜里、内山珠希、神岡実希、鉄戸美桜、菅沼もにか、我妻桃実と7人でユニット「ハコイリ♡ムスメ」を結成。「AKIBAカルチャーズ劇場 デビュー直前アイドル5組 新人公演 〜真夏のシンデレラたち〜」に"AKIBAカルチャーズ劇場×女優志望"として水曜日公演に出演。
- 2014年10月、ハコイリ♡ムスメ第1回定期公演にて、リーダーに就任[2]。
- 2015年7月、鉄戸が統括リーダーに就任したのに伴い、パフォーマンスリーダーに就任[3]。
- 2016年7月、ハコイリ♡ムスメを卒業[4]。

## 人物
- 趣味は、似顔絵を描く、妄想[1]。
- 特技は、ダンス、フルート、ピッコロ、鼻歌[1]。

## 出演

### テレビドラマ
- 結婚同窓会〜SEASIDE LOVE〜（2012年7月13日 - 8月17日、フジテレビTWO） - 嶺沢悠姫（中学時代） 役
- 死神くん 第3話（2014年5月2日、テレビ朝日）
- 戦う女 第2話（2014年10月24日、フジテレビNEXT） - 元山優香 役
- 牙狼〈GARO〉-GOLDSTORM- 翔（2015年4月17日 - 、テレビ東京） - ハルナ 役
  - 牙狼<GARO> -魔戒烈伝- 第7話（2016年5月21日、テレビ東京） - ハルナ 役
- 快盗戦隊ルパンレンジャーVS警察戦隊パトレンジャー （2018年、テレビ朝日） - 一ノ瀬詩穂 役
- スイーツ食って何が悪い！（2020年1月14日、MXTV）
- 映像研には手を出すな！（2020年4月 - 、MBS・TBS）

### 映画
- マイ・フレンドシップ・キルト（2015年） - 田所あゆみ 役
- スクールアウトサイダー（2017年） - 立花百合 役
- 牙狼〈GARO〉 神ノ牙-KAMINOKIBA-（2018年） - ハルナ 役

### CM
- JA共済（2013年）
- ファンケル（2014年）

## 書籍
- 最後の一日 6月30日（2013年1月26日、リンダブックス） - カバーモデル